# Валіньюс
Валіньюс (порт. Valinhos) — муніципалітет в бразильському штаті Сан-Паулу, складова частина мезорегіону Кампінас та агломерації Кампінас. Населення становить 99 040 чоловік (2007), займає площу 148,528 км². Муніципалітет відомий як центр вирощування червоних фіг та гуаяви.
| Бразилія | Це незавершена стаття з географії Бразилії. Ви можете допомогти проєкту, виправивши або дописавши її. |